# モリソン・アベニュー-サウンドビュー駅
モリソン・アベニュー-サウンドビュー駅 (Morrison Avenue–Soundview) はブロンクス区サウンドビューのウェストチェスター・アベニューとモリソン・アベニューの交差点に位置するニューヨーク市地下鉄IRTペラム線の駅である。6系統が終日停車する。
駅は当初、サウンド・ビュー・アベニュー駅 (Sound View Avenue) として開業した。このほか、モリソン-サウンド・ビュー・アベニュース駅 (Morrison–Sound View Avenues) やモリソン・アベニュー-サウンド・ビュー・アベニュー駅 (Morrison Avenue–Sound View Avenue) と呼ばれることもある。

## 歴史
駅はペラム線がハンツ・ポイント・アベニュー駅からパークチェスター-東177丁目駅（現：パークチェスター駅）まで延伸開業した1920年5月30日に開業した。
MTAは1981年に地下鉄内で最も老朽化した69駅の中に当駅を挙げている。

## 駅構造
| P ホーム階 | 相対式ホーム、右側扉が開く | 相対式ホーム、右側扉が開く |
| P ホーム階 | 南行緩行線                 | ← ブルックリン・ブリッジ-シティ・ホール駅行き（エルダー・アベニュー駅）                                                                               |
| P ホーム階 | 混雑方向急行線             | ← 平日日中混雑方向：通過 → |
| P ホーム階 | 北行緩行線                 | → 平日午後：パークチェスター駅行き（セント・ローレンス・アベニュー駅）→ 平日午後以外：ペラム・ベイ・パーク駅行き（セント・ローレンス・アベニュー駅）→ |
| P ホーム階 | 相対式ホーム、右側扉が開く | |
| M          | 改札階                     | 改札口、駅員詰所、メトロカード自動券売機 |
| G          | 地上階                     | 出入口 |

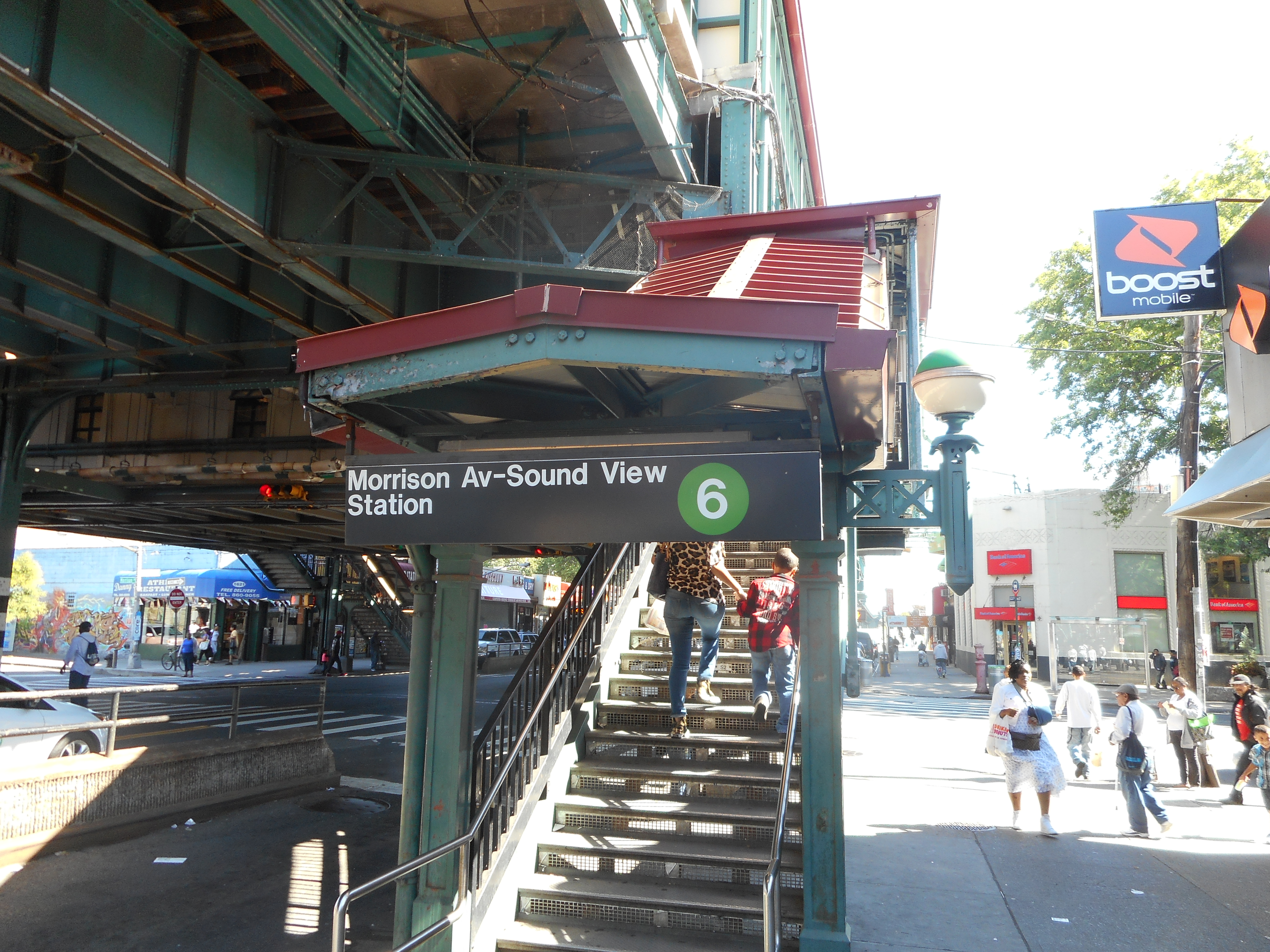
交差点南西の出入口

駅は相対式ホーム2面と緩行線2線・急行線1線を有した2面3線の高架駅で、中央の急行線はラッシュ時に<6>系統が通過している。

### 出入口
改札口はホームの下にあり、各ホームから階段が2つ接続している。改札口には回転式改札機ときっぷ売り場があり、ウェストチェスター・アベニューとモリソン・アベニューの交差点北東・北西・南西に1つずつ階段が接続している。